# Die Sprache
Die Sprache ist eine internationale sprachwissenschaftliche Zeitschrift, die nach dem Prinzip des Peer-Review arbeitet.

## Geschichte und Profil
Sie wurde im Jahre 1949 von Paul Kretschmer, Wilhelm Havers und Wilhelm Czermak begründet. Die Sprache bringt Beiträge zu Themen der historischen und vergleichenden Sprachwissenschaft, insbesondere der Indogermanistik (Indoeuropäistik). Dabei stehen nicht nur vergleichende Grammatik und Etymologie, sondern auch Quellenkunde, Epigraphik, sprachwissenschaftliche Textinterpretation sowie kultur- und geistesgeschichtliche Aspekte im Mittelpunkt.
Die Zeitschrift wird im Harrassowitz Verlag (Wiesbaden) publiziert; in der Regel erscheinen zwei Hefte pro Jahrgang. Im Auftrag der Wiener Sprachgesellschaft fungieren derzeit als Herausgeber Hannes Fellner, Robert Nedoma und Stefan Schumacher unter Mitwirkung von Wolfgang Hock, Martin Joachim Kümmel, Melanie Malzahn, Daniel Petit, David Stifter und Paul Widmer.